# Télécom ParisTech
Cao đẳng Viễn thông Quốc gia Paris (Télécom ParisTech) là một trong những grande école (cao đẳng) đào tạo kỹ sư viễn thông nổi tiếng của Pháp. Trường được chia làm 2 cơ sở. Cơ sở 1 nằm ở quận 13 của Paris, cơ sở 2 nằm ở Sophia Antipolis. TELECOM ParisTech thuộc nhóm trường kỹ sư ParisTech. Vì nhu cầu mở rộng, dự kiến năm 2019 trường sẽ được chuyển đến Saclay (ngoại ô phía Nam Paris) và nhóm ParisTech sẽ trở thành đại học Paris-Saclay.
Được thành lập vào năm 1878, TELECOM ParisTech chuyên về nghiên cứu và đào tạo kỹ sư trong nhiều lĩnh vực liên quan đến kĩ thuật thông tin liên lạc. Khẩu hiệu của trường là "Sáng tạo và tiên phong trong thế giới số" (nguyên bản tiếng Pháp "Innover et Entreprendre dans un monde numérique").
1845: Trong nửa sau của thế kỉ 19, cùng với sự phát triển của ngành điện báo, nhu cầu đào tạo chuyên gia trong lĩnh vực này trở nên cần thiết. Alphonse Foy, giám đốc hệ thống đường dây điện báo, đề nghị thành lập một trường ứng dụng, nhằm chuyên môn hóa các « polytechnicien » trong ngành điện báo. Đề nghị này đã bị từ chối.
1878: Trường được thành lập dưới tên gọi « Trường đại học điện báo », được đặt tại phố Grenelle, quận 7 Paris.
1912: Trường được đổi tên thành « Trường đại học bưu chính và điện báo ».
1934: Trường được chuyển đến địa điểm hiện tại, số 46, phố Barrault, quận 13 Paris.
1938: Trường được đổi tên thành « Trường đại học quốc gia Bưu chính Viễn thông ». Trong cùng năm này, tổng thống Albert Lebrun trao tặng huân chương Bắc đẩu bội tinh cho trường.
1942: Trong thời kì chiến tranh thế giới thứ 2, trường được chia làm hai trường:
- Trường đại học quốc gia Bưu chính Viễn thông, với mục đích đào tạo cán bộ hành chính, đã ngưng hoạt động vào cuối năm 2002.
- Trường đại học quốc gia Viễn thông, với mục đích đào tạo kỹ sư, là chủ đề chính của bài viết này.

1991: Trường trở thành một trong những thành viên sáng lập của ParisTech, một nhóm các trường grande école. Nhóm ParisTech bao gồm: trường Bách Khoa Paris, HEC Paris, TELECOM ParisTech, Arts et Métiers ParisTech, Mines ParisTech, ENSTA ParisTech, ENSAE ParisTech, ESPCI ParisTech.
1997: dưới áp lực mở rộng tự do thị trường viễn thông, trường được tách khỏi France Télécom và được chuyển vào nhóm các trường viễn thông (GET, Groupe des écoles des télécommunications).
2008: nhóm các trường viễn thông chuyển tên thành Viện Viễn thông (Institut Télécom) và trường được đổi tên thành TELECOM ParisTech.
2012: Viện Viễn thông được chuyển thành Viện Mỏ-Viễn thông (Institut Mines-Télécom).
Trường Viễn thông ParisTech tuyển sinh dưới 4 hình thức:
- Kì thi chung dành cho học sinh học lớp dự bị để thi vào các grandes écoles (Classe préparatoire aux grandes écoles)

Kì thi đầu vào này tên là « Kì thi chung Mỏ - Cầu đường ». Thí sinh thi đỗ sẽ theo học chương trình kéo dài 3 năm. Năm 2015, có 97 thí sinh thi đỗ vào cơ sở 1 ở Paris và 32 thí sinh thi đỗ vào cơ sở 2 ở Sophia-Antipolis.
- Tuyển sinh hệ đại học

Quy trình tuyển sinh hệ đại học chỉ áp dụng với những sinh viên tại các trường đại học. Thí sinh cần có, hoặc bằng cử nhân, hoặc bằng thạc sĩ năm thứ nhất, trong những lĩnh vực chuyên môn có liên quan đến trường Viễn thông ParisTech. Quy trình tuyển sinh hệ đại học bao gồm ba bước: xét duyệt hồ sơ và bảng điểm trong quá trình học tập tại trường đại học, thi viết (toán, các môn khoa học và tiếng pháp), thi phỏng vấn.
Sinh viên thi đỗ qua kì thi này, nếu đã có bằng cử nhân sẽ theo học chương trình 3 năm (giống thí sinh học lớp dự bị), nếu đã có bằng thạc sĩ năm thứ nhất sẽ theo học chương trình 2 năm. Năm 2015, có 5 thí sinh có bằng cử nhân thi đỗ và 3 thí sinh có bằng thạc sĩ năm thứ nhất thi đỗ.
- Trao đổi sinh viên quốc tế

Hàng năm, Viễn thông ParisTech nhận sinh viên đến từ khắp nơi trên thế giới thông qua các chương trình trao đổi sinh viên với các trường đại học khác. Sinh viên trao đổi theo học chương trình kéo dài 1 hoặc 2 năm tùy theo hợp tác đã được thỏa thuận giữa hai trường. Năm 2015, có 88 sinh viên được nhận theo diện trao đổi, đến từ Brazil, Trung Quốc, Việt Nam, Nhật, Mĩ, Anh, Đức, Tây Ban Nha, Li-băng. 
- Trường bách khoa Paris

Quy trình tuyển sinh đặc biệt này chỉ áp dụng với sinh viên của trường bách khoa Paris (xem trường Bách Khoa Paris).
4 hình thức tuyển sinh nêu trên chỉ dành cho hệ đào tạo kỹ sư. Ngoài ra trường Viễn thông ParisTech cũng có những hệ đào tạo khác như Thạc sĩ khoa học, Thạc sĩ chuyên ngành.

## Hệ đào tạo kỹ sư
- Năm thứ nhất: đại cương

Năm này dành cho những học sinh đã học 2 năm lớp dự bị hoặc thí sinh đã có bằng cử nhân đại học. Mục đích của năm đại cương này là để trang bị cho học sinh 1 nền tảng kiến thức vững chắc. Nền tảng này sẽ mở ra nhiều cánh cửa, cho phép học sinh thoải mái và ít bị gò bó hơn trong việc chọn chuyên ngành cho hai năm về sau. Ngoài ra việc nắm vững những kiến thức cơ bản trong nhiều lĩnh vực giúp học sinh hiểu biết và có cái nhìn toàn diện hơn khi tiếp xúc với những vấn đề không phải là chuyên ngành của mình.
- Năm thứ hai: chuyên ngành cơ bản

Năm này dành cho những học sinh đã học xong năm đại cương, những học sinh có bằng thạc sĩ thứ nhất, những học sinh theo diện trao đổi. Bắt đầu từ năm này, học sinh lựa chọn môn học dựa theo chuyên ngành mong muốn. Học sinh có thể chọn một chuyên ngành của trường và một chuyên ngành của một trường đại học ở nước ngoài hoặc cả hai chuyên ngành của trường.
- Năm thứ ba: chuyên ngành ứng dụng

Năm này dành cho nhưng học sinh đã học xong năm chuyên ngành cơ bản. Học kì một của năm thứ ba tập trung vào những kiến ứng dụng, thực tế hóa những kiến thức đã học ở năm thứ hai, đồng thời là hành trang quan trọng cho phép học sinh sau khi tốt nghiệp có thể bắt đầu làm việc trong môi trường công việc. Học kì hai của năm thứ ba là kì thực tập kéo dài tối thiểu 5 tháng.
Song song trong cả ba năm học, sinh viên ngoài những kiến thức kĩ thuật còn phải học thêm 2 ngoại ngữ (Tiếng Anh và một ngoại ngữ lựa chọn như Tiếng Nhật, Tiếng Tây Ban Nha...), những môn học liên quan đến kĩ năng sống (giao tiếp, thuyết trình, thương lượng, xử lý stress trong công việc...), những môn học liên quan đến văn hóa (triết học, nhân chủng học, âm nhạc, điện ảnh, kịch, tâm lý học...) và những môn học liên quan đến luật (nền tảng luật pháp, luật lao động, luật về thông tin...).
Ngoài ra, sinh viên bắt buộc phải có tối thiểu một đồ án kĩ thuật nhằm phát triển một ý tưởng dựa trên kiến thức đã được học và sự giúp đỡ của thầy cô giáo cũng như là các doanh nghiệp. Có rất nhiều đồ án nằm trong các kì thi được tổ chức bởi các doanh nghiệp về công nghệ (Altera, Google, Parrot...). Mục đích của chương trình đào tạo kỹ sư là xây dựng cho sinh viên một khả năng làm việc ở cường độ cao, phải đối mặt với nhiều vấn đề khác nhau trong công việc cũng như cuộc sống.
Hệ đào tạo kỹ sư cấp bằng kỹ sư Pháp, có giá trị tương đương với bằng thạc sĩ.

## Hệ đào tạo thạc sĩ chuyên ngành
Chương trình này kéo dài 15 tháng, dành cho những ai muốn trang bị những kiến thức chuyên sâu, ứng dụng vào một lĩnh vực cụ thể. Để được nhận vào chương trình này sinh viên cần có tối thiểu bằng thạc sĩ năm thứ nhất. Nhìn chung sinh viên theo học chương trình này thường đã có bằng thạc sĩ năm thứ hai hoặc bằng kỹ sư. Mục đích của chương trình này là trang bị cho học viên những kiến thức quan trọng trọng một lĩnh vực mới, giúp họ có thể làm việc trong một ngành mũi nhọn cụ thể. Sau khi đã hoàn thành 2 học kì và một kì thực tập tối thiểu 22 tuần, sinh viên sẽ được cấp bằng thạc sĩ chuyên ngành.
Trường Viễn thông ParisTech cấp bằng tiến sĩ cho những nghiên cứu sinh bảo vệ thành công luận án.
Trường có bốn phòng thí nghiệm:
- Phòng điện tử và truyền thông
- Phòng tin học và mạng lưới
- Phòng khoa học kinh tế và xã hội
- Phòng xử lý tín hiệu và hình ảnh

Một số trọng tâm nghiên cứu của trường Viễn thông ParisTech:
- Dữ liệu lớn
- Tin cậy trong kĩ thuật số: bảo mật, an toàn và rủi ro
- Mạng lưới và hệ thống lớn: Mạng lưới vạn vật kết nối Internet, Điện toán đám mây, 5G...
- Thiết kế, tương tác, tri giác
- Mô phỏng
- Sáng tạo trong công nghệ: nắm bắt và thực hiện